# Vrije tijd
Vrije tijd is de tijd die men niet hoeft te besteden aan verplichte of noodzakelijke activiteiten zoals (huishoudelijk) werk, zorg en studie.
Vrije tijd wordt vooral geassocieerd met de mogelijkheid om dat te doen wat men graag doet, zoals het beoefenen van een hobby, televisiekijken of eropuit gaan. Vrije tijd is een subjectieve ervaring. Vrijwilligerswerk bijvoorbeeld wordt door de één gezien als vrijetijdsbesteding terwijl de ander dat als werk ziet.
Ook toerisme en recreatie kunnen gezien worden als een vorm van vrijetijdsbesteding. Soms actief zoals wandelen, zeilen en bergbeklimmen, soms passief zoals zonnebaden, busreizen en terrassen bezoeken. Ook sport en spel kan in zijn algemeenheid gezien worden als vrijetijdsbesteding.

## Historie
In primitieve gemeenschappen moesten de leden altijd voedsel en bescherming zoeken om in leven te blijven. Vrije tijd als zodanig was onbekend. Met het ontstaan van gedifferentieerde bekwaamheden om zo voor elkaar bepaalde werkzaamheden te gaan verrichten, ontstonden de beroepen. Men werkte en ontving een beloning daarvoor. Daarmee kon men weer in eigen levensonderhoud voorzien. Nu kwamen er ook momenten dat men niets omhanden had en ontstond de eerste vorm van vrije tijd. Deze werd uiteraard individueel ingevuld. De een ging kunst beoefenen, de ander iets aanschaffen, de derde reizen (verkennen), enzovoort. Ook slaven kenden perioden dat zij niet behoefden te werken.
Er ontstonden gaandeweg bibliotheken en sportinstituten. In het oude Rome, en in vroegere tijden, kon het gadeslaan van de spelen in de stadions ook worden gezien als een vorm van vrijetijdsbesteding. Ook ontstond het reizen van burgers. 
Met de kerstening tot het christendom werd ook een kalender ingevoerd en kwam de zondag, die als rustdag gold. Veel later, tijdens de industrialisatie, werd de vrije zaterdag ingesteld met het verkorten van de werkweek en ontstond een vakantieperiode die vaak werd gehouden gedurende de schoolvakanties.